# Hadseregcsoport

A NATO térképészeti jelzése a baráti hadseregcsoportra

A hadseregcsoport hadművészeti fogalma (főleg a 20. században) rendszerint több hadseregből, valamint különféle megerősítő fegyvernemi és szakági magasabbegységekből álló seregtest, azaz hadműveleti vagy hadászati feladatok végrehajtására létrehozott katonai szervezet egyes államok fegyveres erőiben. Általában a szárazföldi csapatok legmagasabb szintű szervezeti csoportosítása, amely két vagy több szárazföldi („tábori”) hadseregből áll. 

## Első világháború
Az első világháborúban a központi hatalmak hadseregcsoport-főparancsnokai voltak többek között az osztrák–magyar haderőben Franz Conrad von Hötzendorf tábornagy és Svetozar Borojević tábornagy, a német császári haderőben Alexander von Linsingen altábornagy és Remus von Woyrsch vezérezredes voltak. A hadseregcsoportok a főparancsnokok nevét viselték.

## Második világháború

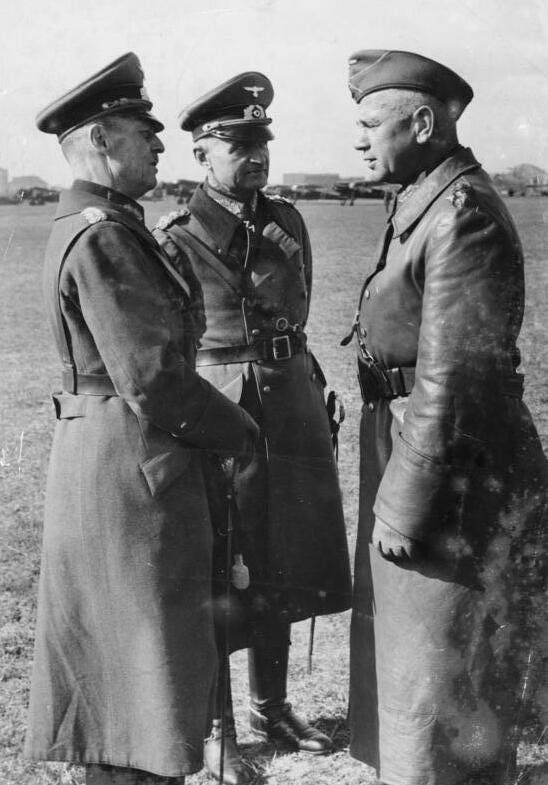
Varsó, 1939. szeptember – (balról jobbra) von Rundstedt, Blaskowitz, von Reichenau

A második világháború idején összességében a Wehrmachtban csaknem 20 különböző hadseregcsoport tevékenykedett, egyenként kettő–négy tábori hadsereggel, egy–két páncéloshadsereggel, valamint más magasabbegységekkel. Ezek többször nevet változtattak, megszűntek, újjáalakultak. Vagy nagybetűvel jelölték őket (például Gerd von Rundstedt vezérezredes A Hadseregcsoportja 1940-ben, élén Ewald von Kleist vezérezredes 1. sz. páncélos csoportjával (ez később az 1. sz. páncélos hadsereg nevet kapta)}, vagy Erwin Rommel tábornagy B Hadseregcsoportja a normandiai partraszálláskor), vagy a működési területük szerinti nevet kaptak (mint a keleti fronton a Dél Hadseregcsoport). 
A Szovjetunióban a Vörös Hadsereg terminológiája a front (oroszul фронт) megnevezést használta, amely nagyjából megfelelt a német hadseregcsoportnak (például 1. Ukrán Front, Délnyugati Front stb.), de általában annál kisebb volt, a szovjet oldalon több front ált szemben egy német hadseregcsoporttal. A front kifejezést katonai szervezet értelmében először a cári hadsereg használta az orosz–japán háborúban. A második világháborús szovjet hadseregben sem a harcteret jelentette, hanem egy katonai szervezetet, amelynek egy, közvetlenül a frontparancsnoknak alárendelt légiflottája van. 
A kínai polgárháborúban a kormány hadseregcsoportjainak összessége a kínai Nemzeti Forradalmi Hadsereg (National Revolutionary Army of the China) nevet viselte. Az egyes tartományoknak voltak hadseregcsoportjai, létszámuk tartományonként változott.
Japánban a második világháború során az úgynevezett „főhadsereg” (総軍, sōgun) felelt meg a nyugati hadseregcsoportoknak.

### Nyugati szövetségesek

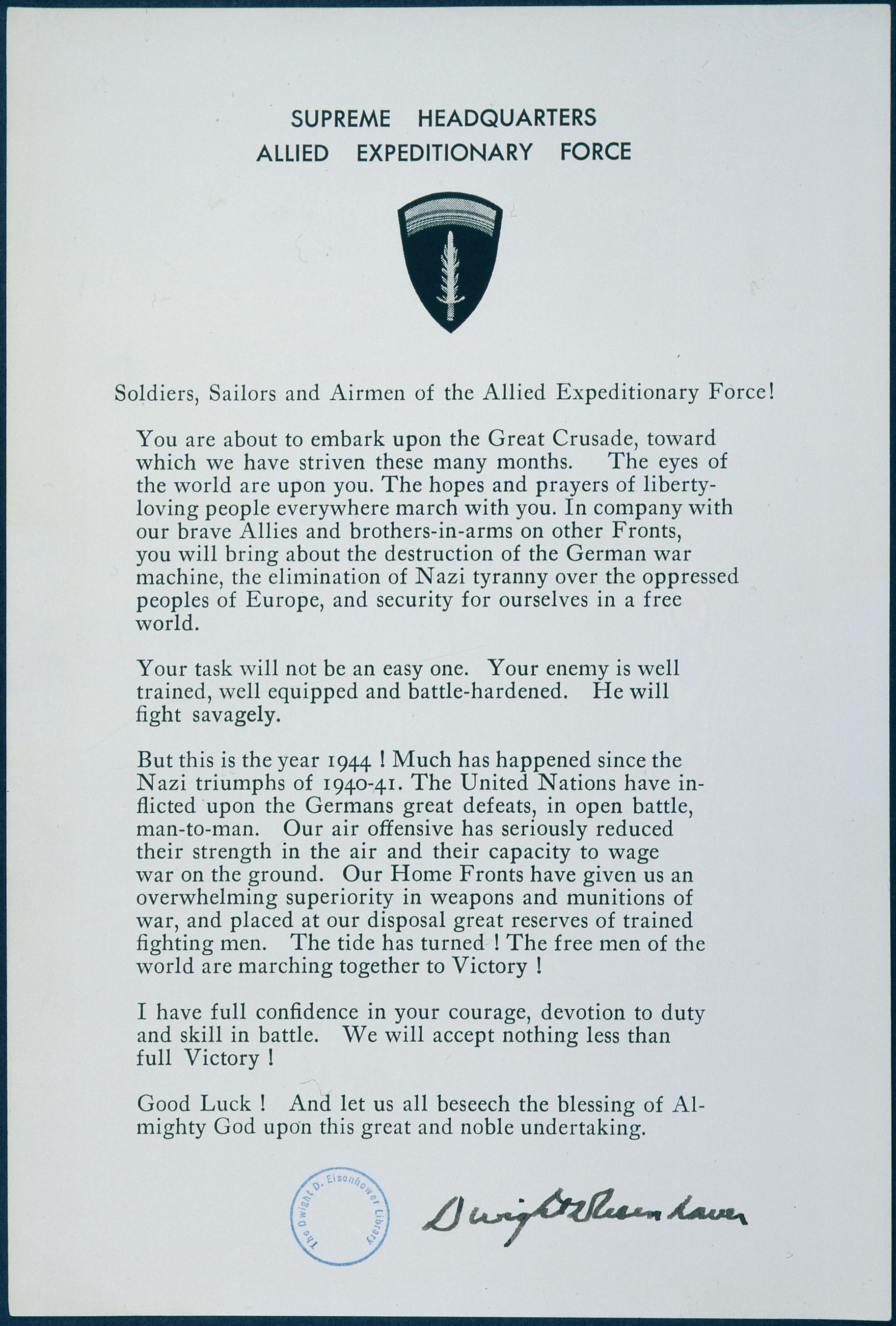
"A Szövetséges Expedíciós Haderők Katonáihoz, Tengerészeihez és Pilótáihoz!" – A D-nap előtt...

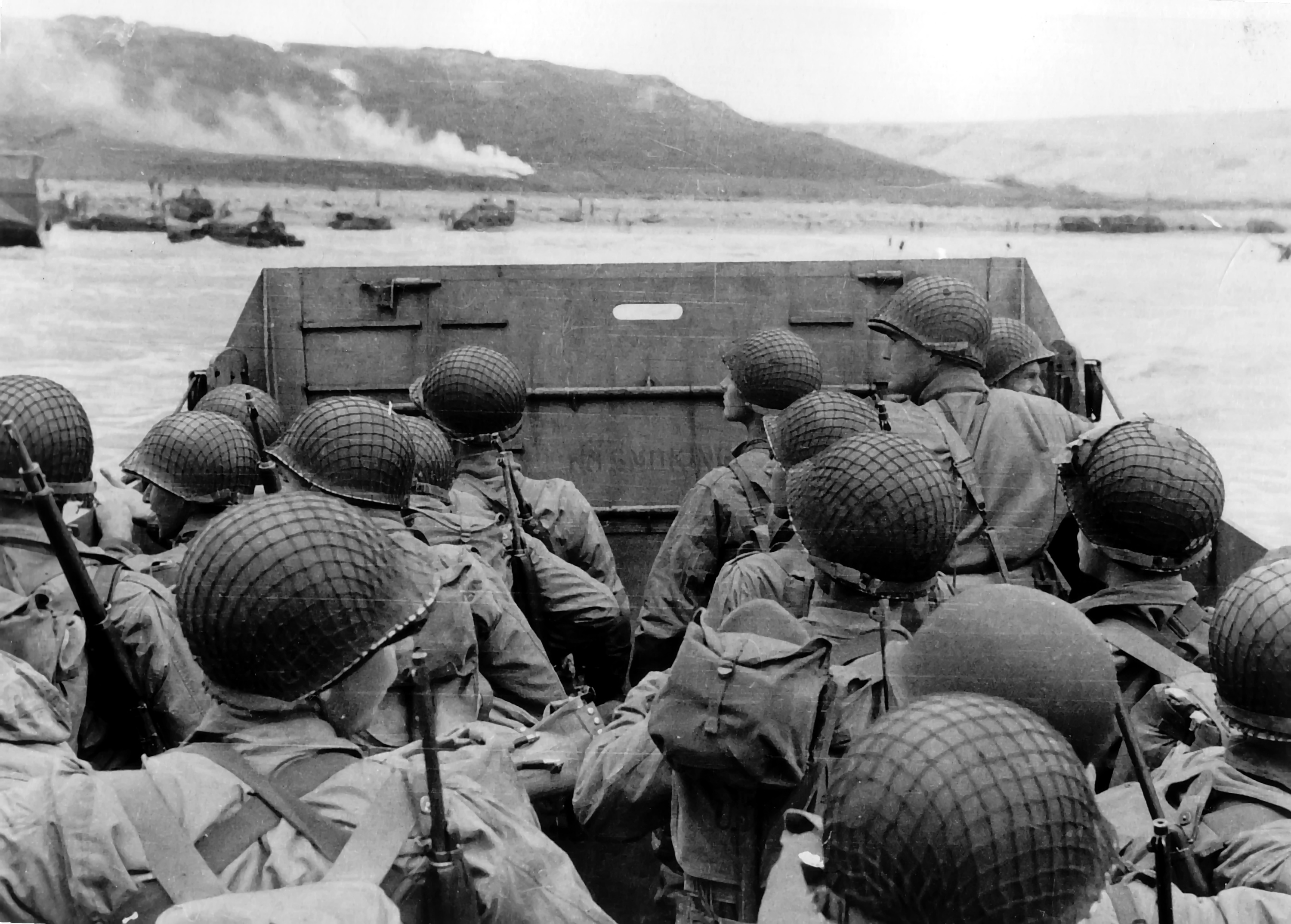
Az Omaha partszakasz megközelítése – A "D-nap"

Ugyancsak működtek hadseregcsoportok az Egyesült Államok és Nagy-Britannia fegyveres erőiben.
1943-ban Nagy-Britannia és az Amerikai Egyesült Államok tervet fogadott el az európai hadszíntéren történő együttműködésre, és létrehozta a közös vezérkari főnökséget, a Chief of Staff to the Supreme Allied Commandert (COSSAC, más ismert néven Chief of Staff Supreme Allied Command), melynek a parancsnoka az angol Sir Frederick Edgeworth Morgan altábornagy, a helyettese pedig az amerikai Ray W. Barker vezérőrnagy volt. Az együttműködés előnye többek között az volt, hogy Nagy-Britannia teljes mértékben kihasználhatta az USA háborús potenciálját. 
 
A COSSAC feladata volt a brit-amerikai-kanadai szövetséges erők legfelsőbb parancsnokságának, a Supreme Headquarters Allied Expeditionary Forcenak (rövidítése: SHAEF, kiejtése: séf) a segítése. A SHAEF parancsnoka az amerikai Dwight David "Ike" Eisenhower tábornok, a parancsnok-helyettes, egyben a szárazföldi csapatok parancsnoka pedig az angol Sir Bernard Law Montgomery tábornok volt, akit „Monty”-ként ismert meg a világ. A normandiai partraszállásban (Overlord hadművelet) részt vevő brit és kanadai erők a 21. hadseregcsoportba (21st Army Group) szerveződtek, a parancsnokuk Sir Bernard Montgomery altábornagy (később tábornagy) volt.
A nyugati szövetséges haderőkhöz tartozott a 21. brit hadseregcsoport; a 12. amerikai hadseregcsoport, főparancsnok Omar Bradley altábornagy, valamint a Jakob L. Devers altábornagy parancsnokság alatt álló 6. amerikai hadseregcsoport.

## Egy hadseregcsoport főparancsnoksága
A hadseregcsoport (front) főparancsnoka a legmagasabb beosztású csapatparancsnok. Rendfokozata a szovjeteknél a Szovjetunió marsallja, hadseregtábornok vagy kivételesen vezérezredes, a németeknél tábornagy, ritkán vezérezredes. A legismertebb hadseregcsoport-parancsnokok: Gerd von Rundstedt, Fedor von Bock, Wilhelm von Leeb, Erich von Manstein, Walter Model, illetve szovjet frontparancsnokok közül: Georgij Konsztantyinovics Zsukov, Ivan Sztyepanovics Konyev, K. K. Rokosszovszkij, A. I. Jerjomenko, Mihail Petrovics Kirponosz.
A főparancsnok felelőssége teljes és oszthatatlan, egy személyben felelős mindenért (a csapatai harcáért, az utánpótlásért, az elkövetett törvénysértésekért stb.), ami a hadműveleti területén történik. Közvetlen munkatársa a vezérkari főnök (tábornoki rendfokozatot viselő tiszt), akinek alá van rendelve a főparancsnokság törzskara, a német hadseregcsoportokban a
- hadműveleti osztály,
- főszállásmesteri osztály és a
- segédtiszti osztály.[4]

A hadseregcsoport seregcsoportokra tagozódhat, a Dél-Ukrajna hadseregcsoport északi- és déli szakaszán 2-2 hadsereg alkotott 1-1 seregcsoportot.

## A NATO hadseregcsoportjai
A NATO, tartva a Varsói Szerződés tagállamainak inváziójától, a hidegháború folyamán két hadseregcsoportot hozott létre: a Northern Army Groupot (NORTHAG) és a Central Army Groupot (CENTAG).
A NORTHAG északról déli irányba az I. Holland Hadtestből, (I NE), az I. Német Hadtestből (I GE), az I. Brit hadtestből (I (BR) Corps)) és az I. Belga Hadtestből (I BE) állt és a British Army of the Rhine parancsnoksága alá tartozott. A US Army Europe and 7th Army parancsnoksága alatt álló CENTAG magasabbegységei északról délre: a III Német Hadtest, az USA V. és VII. hadteste, valamint a II. német hadtest, a legtávolabb az NSZK-tól.
1991. február 25-én Budapesten aláírták a VSZ katonai szervezetének 1991. április 1-jei megszűnéséről szóló dokumentumot. 1991. november 7-8-án a római csúcstalálkozón a NATO vezérkara elfogadta a „New Strategic Concept”et (Új Stratégiai Elv). Mivel a VSZ megszűnt, a NATO csökkentette a fegyveres erőinek a létszámát, és átalakította a fegyverzetét. A szerkezetváltás 1993 júniusában kezdődött. 1993. július 1-jén Heidelbergben létrehozták az Allied Land Forces Central Europe-ot (LANDCENT), a NORTHAG és a CENTAG pedig megszűnt.

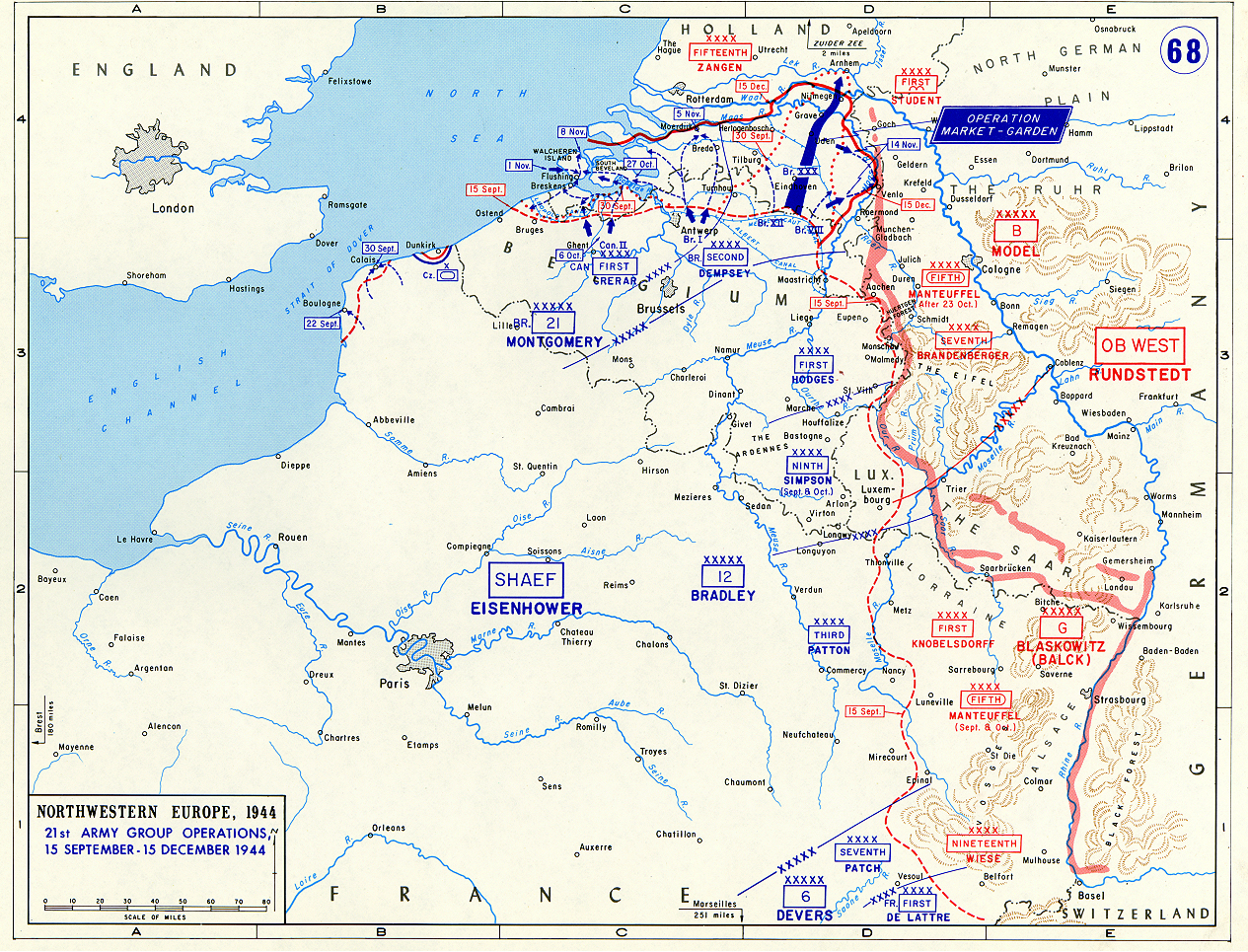
A Market Garden hadművelet – 21. Hadseregcsoport (Bernard Montgomery tábornagy), 1944. szeptember 15. – december 15.

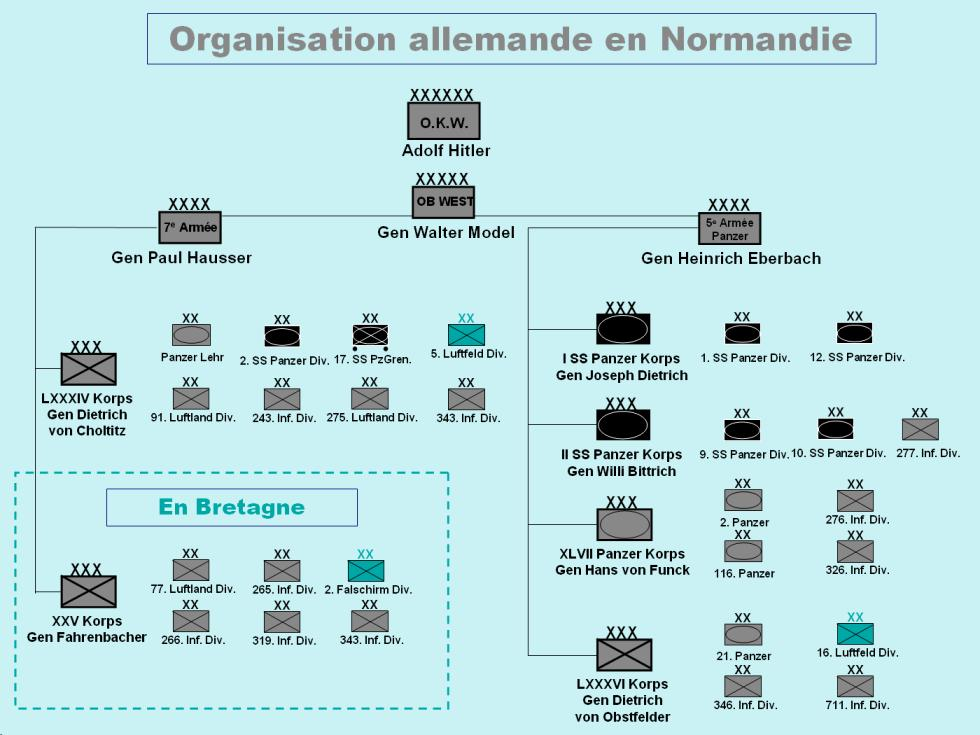
Normandia – a német haderők szervezete, (ekkor) a főparancsnok Walter Model (más források szerint a neve Walther Model) tábornagy volt.

## Fordítás
- Ez a szócikk részben vagy egészben  az    Army Group című angol Wikipédia-szócikk fordításán alapul.  Az eredeti cikk szerkesztőit annak laptörténete sorolja fel. Ez a jelzés csupán a megfogalmazás eredetét és a szerzői jogokat jelzi, nem szolgál a cikkben szereplő információk forrásmegjelöléseként.
- Ez a szócikk részben vagy egészben  a    Front (Soviet Army) című angol Wikipédia-szócikk fordításán alapul.  Az eredeti cikk szerkesztőit annak laptörténete sorolja fel. Ez a jelzés csupán a megfogalmazás eredetét és a szerzői jogokat jelzi, nem szolgál a cikkben szereplő információk forrásmegjelöléseként. [1]